# Ayabe
Ayabe (綾部市 -shi) é uma cidade japonesa localizada na província de Quioto.
Em 2003 a cidade tinha uma população estimada em 38 485 habitantes e uma densidade populacional de 110,87 h/km². Tem uma área total de 347,11 km².
Recebeu o estatuto de cidade a 1 de agosto de 1950.